# كارلوس لابيترا
كارلوس لابيترا (بالإسبانية: Carlos Lapetra Coarasa)‏ ، من مواليد 29 نوفمبر 1938 ، لاعب كرة قدم إسباني سابق. لعب مع منتخب إسبانيا لكرة القدم. توفي في 24 ديسمبر 1995.

## روابط خارجية
- كارلوس لابيترا على موقع الاتحاد الدولي (مؤرشف)  (الإنجليزية)
- كارلوس لابيترا على موقع قاعدة بيانات كرة القدم.إي يو (الإنجليزية)
- كارلوس لابيترا على موقع ناشيونال فوتبول تيمز (الإنجليزية)